# 옥천 독락정
옥천 독락정(沃川 独樂亭)은 충청북도 옥천군 안남면 연주리에 있는 정자이다. 1998년 6월 26일 충청북도의 문화재자료 제23호로 지정되었다.

## 개요
독락정은 조선 선조 40년(1607) 절충 장군 중추부사의 벼슬을 지낸 주몽득이 세운 정자이다.
주변 자연경관이 아름다워 많은 선비들이 모여 지내던 정자의 구실을 하다가, 후대에 와서는 유생들의 학문 연구 장소로 이용되었다. 영조 48년(1772)에 고쳐 지은 이후 여러 차례 고쳤다.
건물 규모는 앞면 2칸·옆면 2칸이며, 지붕은 옆면에서 볼 때 여덟 팔(八)자 모양인 팔작지붕이다.
건물 정면에는 당시 군수였던 심후의 ‘독락정’이란 현판이 걸려 있고, 마루에는 송근수의 율시기문을 비롯하여 10여점의 기문액자가 걸려 있다.

## 현지 안내문
이곳은 선비들이 모여 담론을 즐기던 정자로써 후대에는 서당으로 사용되었다고 한다. 1630년에 절충장군 중추부사를 지낸 초계 주씨 주몽득이 처음 세웠다. 현종 9년(1668년)에 군수 심후가 현판을 썼으며, 대청에는 송근수(宋近洙, 1573-1635)으 율시기눈이 새겨져 걸려 있다. 영조 48(1772년)에 중수하였고, 고종 25년(1888년)과 1923년에 다시 보수하였으며, 1965년에 문중에서 다시 고쳐 지었다. 정면 3칸, 측면 2칸의 팔작지붕 집으로 양 측면은 툇마루를 설치하기 위해 내부를 4칸으로 만들었다. 이 정자의 이름을 따 마을 이름도 독락정이라 부르고 있다.

## 참고 자료
- 옥천 독락정 - 국가유산청 국가유산포털